# 西オーストラリア交響楽団
西オーストラリア交響楽団（英語: West Australian Symphony Orchestra）は、オーストラリア連邦・西オーストラリア州の州都、パースを拠点として活動するオーケストラ。

## 概要
1928年にハロルド・ニュートンが設立したパース交響楽団が母体の楽団で、1950年に現在の楽団名となった。レパートリーはバロックから現代音楽まで幅広い。本拠地はパース・コンサートホール。

## 歴代首席指揮者等
- ハロルド・ニュートン (1928-1932)
- ジョージ・リード (1932)
- ネルソン・バートン (1933-1935)
- アーネスト・ロバーツ (1936-1947)
- ヘンリー・クリップス (1948-1949)
- ルドルフ・ペカレク (1950-1954)
- ジョン・ファーンズワース・ホール (1955-1965)
- トーマス・メイヤー (1965-1971)
- ティボール・ポール (1971-1973)
- デビッド・ミーシャム (1974-1981)
- アルバート・ローゼン (1982-1985)
- ホルヘ・メスター (1990-1993)
- ヴァーノン・ハンドリー (1995-1998)
- ウラディーミル・ヴェルビツキー（1999 - 桂冠指揮者）
- マティアス・バーメルト (2003-2006)
- ポール・ダニエル (2009-2013)
- アッシャー・フィッシュ（英語版） (2014- )[2]